# Abhai nemzetközi repülőtér
Az Abhai nemzetközi repülőtér (arab nyelven: مطار أبها الدولي) (IATA: AHB, ICAO: OEAB) Szaúd-Arábia egyik nemzetközi repülőtere, mely Abha közelében található.  Éves utasforgalma 4 500 000 fő (2018).

## Forgalom
Az utasforgalom az elmúlt években az alábbi módon változott:
| Utasok száma | 1 525 000 | 1 445 000 | 1 437 000 | 2 124 000 | 2 326 000 | 3 115 000 | 3 384 933 | 4 500 000 | 4 368 153 | 2 579 867 |
|              | 2007      | 2009      | 2010      | 2012      | 2013      | 2015      | 2016      | 2018      | 2019      | 2021      |

## Légitársaságok és célállomások
2023-ban a Abhai regionális repülőtérről az alábbi járatok indulnak:
| Légitársaság       | Célállomások |
| ------------------ | --- |
| Air Arabia         | Sharjah |
| Air Cairo          | Cairo |
| EgyptAir           | Cairo |
| flyadeal           | Dammam, Jeddah, Riyadh |
| flydubai           | Dubai–International |
| Flynas             | Al Baha, Bisha, Cairo, Dammam, Dubai–International, Gassim, Jeddah, Jizan, Khartoum, Medina, Riyadh, Sharurah, Wadi al-Dawasir |
| Jazeera Airways    | Kuwait |
| Nesma Airlines     | Cairo |
| Nile Air           | Cairo |
| Saudia             | Cairo, Dammam, Jeddah, Medina, Riyadh, Tabuk, Ta’if                                                                            |
| SaudiGulf Airlines | Dammam, Jeddah, Riyadh |

## Futópályák
A repülőtér futópályái:
- 13/31 (3550 m, 45 m, aszfalt)